# 卢卡·特拉梅尔
卢卡·特拉梅尔（法語：Lucas Tramèr，1989年9月1日—），瑞士男子赛艇运动员。他曾代表瑞士参加2012年和2016年夏季奥林匹克运动会赛艇比赛，其中2016年奥运会获得一枚金牌。